# Ralph Kubail
Ralph Kubail, född den 30 april 1952 i Berlin, död 15 augusti 1981, var en västtysk roddare.
Han tog OS-brons i fyra utan styrman i samband med de olympiska roddtävlingarna 1976 i Montréal.